# Дум, Дитрих
Дитрих Дум (нем. Dietrich Duhm; 1880, Гёттинген — 22 июля 1954, Гайлинген) — швейцарский шахматист, теолог.
Двукратный чемпион Швейцарии: 1907 (совместно с П. Ионером и К. Кунцом) и 1914 (совместно с М. Хеннебергером).
Отец — Бернхард Дум — немецкий протестантский теолог.
Его братья Андреас и Ханс также были шахматистами и теологами.